# Бодашевский, Михаил Степанович
Михаи́л Степа́нович Бодашевский (20 мая 1935, Кривошеинцы, Сквирский район, Киевская область, Украинская ССР, СССР — 5 августа 1995, Мариуполь, Украина) — советский строитель, новатор производства, бригадир монтажников строительного управления № 4 треста «Азовстальстрой» Министерства строительства предприятий тяжёлой индустрии Украинской ССР, гор. Жданов Донецкой области. Герой Социалистического Труда (1971).

## Биография
Родился 20 мая 1935 года в селе Кривошеинцы (теперь Сквирского района Киевской области) в рабочей семье. Окончил строительный техникум. Работал бригадиром строителей в управлении № 4 треста «Азовстальстрой». Применил впервые сменную опалубку. Его бригада на протяжении 10-й пятилетки (1976—1980 года) выполнила два пятилетних задания. Участвовал в строительстве новых цехов комбинатов имени Ильича и «Азовсталь».
Досрочно выполнил личные социалистические обязательства и плановые производственные задания Восьмой пятилетки (1965—1970). Указом Президиума Верховного Совета СССР (неопубликованным) от 5 апреля 1971 года «за выдающиеся успехи в выполнении заданий пятилетнего плана по строительству и вводу в действие производственных мощностей, жилых домов и объектов культурно-бытового назначения» удостоен звания Героя Социалистического Труда с вручением ордена Ленина и золотой медали Серп и Молот.
Избирался депутатом Верховного Совета СССР 10-го созыва от Донецкой области (1979—1984 года; Совет Союза). Автор книги «Страны своей, судьбы своей хозяин» (Донецк, 1985).
Умер 5 августа 1995 года в Мариуполе. Похоронен на Новотроицком кладбище города.

## Награды
Герой Социалистического Труда. Награждён двумя орденами Ленина, орденом Октябрьской Революции, медалями.